# 蔡家沟镇
蔡家沟镇，是中华人民共和国吉林省松原市扶余市下辖的一个乡镇级行政单位。

## 行政区划
蔡家沟镇下辖以下地区：
蔡家沟社区、石家崴子村、万家桥村、张堡村、腰号村、里半号村、大十八号村、小十八号村、西车家店村、万家坨子村、郑家村、四方台村、二十三号村、后二十四号村、东二十五号村、西二十五号村、后两家子村和珠山村。

## 交通
京哈铁路：蔡家沟站